# Chorisoneurodes unguiculata
Chorisoneurodes unguiculata är en kackerlacksart som beskrevs av Karlis Princis 1962. Chorisoneurodes unguiculata ingår i släktet Chorisoneurodes och familjen småkackerlackor. Inga underarter finns listade i Catalogue of Life.